# ゼノン・ヤンコフスキ
ゼノン・ヤンコフスキ（Zenon Jankowski、1937年11月22日 - ）はポーランドのパイロット、ポーランド空軍大佐、宇宙飛行士。
1969年に戦闘機のパイロットになり、1976年11月25日インターコスモスグループの一人に選抜され、宇宙飛行士となる。ソユーズ30号ミッションにおいてミロスワフ・ヘルマシェフスキのバックアップクルーを務めた。1978年7月5日に宇宙飛行士を引退。その後空軍学校のコマンダーとなり、現在は全ての役を退いている。